# 里約稻鼠屬
里約稻鼠屬（学名：Phaenomys），哺乳綱、囓齒目、倉鼠科的一屬，属下只有里約稻鼠（Phaenomys ferrugineus）一种。其种加词“ferrugineus”意为“锈色的”、“深红色的”。